# Lućmierz (gmina)
Lućmierz – dawna gmina wiejska istniejąca do 1954 w woj. łódzkim. Nazwa gminy pochodzi od wsi Lućmierz, lecz siedzibą władz gminy były Proboszczewice (obecnie obie miejscowości znajdują się w granicach Zgierza).
Za Królestwa Polskiego gmina Lućmierz należała do powiatu łodzińskiego (łódzkiego) w guberni piotrkowskiej. 
W 1915 roku do gminy Lućmierz przyłączono obszar zniesionej gminy Dzierżązna (wsie Dzierżązna, Dobra, Swoboda i Ostrów oraz osada czynszowa Folusz).
W okresie międzywojennym gmina Lućmierz należała do powiatu łódzkiego w woj. łódzkim. Była to najdalej na północ wysunięta gmina powiatu. Wieś Stępowizna stanowiła specyficzną eksklawę gminy Lućmierz, otoczoną ze wszystkich stron obszarem gminy Łagiewniki (między Rudunkami a Zegrzankami).
Podczas II wojny światowej włączono do III Rzeszy. Po wojnie gmina zachowała przynależność administracyjną. 13 lutego 1946, w związku ze zniesieniem gminy Łagiewniki, do gminy Lućmierz przyłączono Chełmy, Krzywie, Łagiewniki Nowe, Łagiewniki Stare, Rudunki, Skotniki i Zegrzanki. Według stanu z 1 lipca 1952 roku gmina składała się z 19 gromad: Chełmy, Ciosny, Dąbrówka Strumiany, Dąbrówka Wielka, Dzierzązna, Emilia, Kania-Góra, Krzywie, Lućmierz, Łagiewniki Nowe, Łagiewniki Stare, Proboszczewice, Rosenów, Rudunki, Skotniki, Słowik, Stępowizna, Wiktorów i Zegrzanki.
Jednostka została zniesiona 29 września 1954 roku wraz z reformą wprowadzającą gromady w miejsce gmin. Po reaktywowaniu gmin z dniem 1 stycznia 1973 roku gminy Lućmierz nie przywrócono, a jej dawny obszar wszedł głównie w skład nowej gminy Zgierz w tymże powiecie i województwie.